# Cytophaga hutchinsonii
Cytophaga hutchinsonii ist eine Art von Bakterien. Sie ist in der Lage, Cellulose als Nährstoff zu nutzen und ist somit wichtig für den Abbau von Pflanzenresten.

## Erscheinungsbild
Die Zellen von Cytophaga hutchinsonii sind stäbchenförmig, 0,3–0,5 μm breit und 2–10 μm lang. Sporen werden nicht gebildet. Flagellen sind nicht vorhanden, allerdings zeigt C. hutchinsonii, wie viele andere Familienmitglieder der Cytophagaceae, eine schnelle Gleitbeweglichkeit ("gliding motility") über Oberflächen. Die Art bewegt sich hierbei wahrscheinlich nach dem gleichen Mechanismus wie Flavobacterium johnsoniae. Hierdurch ist das Bakterium in der Lage, entlang unlöslichen Zellulosepartikeln zu wandern und sie enzymatisch angreifen. Dies kann den Zellen auch helfen, tief in die Zellulosematrix einzudringen.

## Wachstum und Stoffwechsel
Cytophaga hutchinsonii ist auf Sauerstoff angewiesen (aerob).  Der Stoffwechselweg ist die Atmung mit Sauerstoff als endgültigem Elektronenakzeptor. Das Bakterium benötigt organische Substanzen zum Wachstum, es ist also chemo-organotroph.
Zur Züchtung von Reinkulturen kann man bei C. hutchinsonii Agar mit eingebetteten Cellulosefasern nutzen. Das Bakterium hat eine stark begrenzte Auswahl an Substraten, die es für Wachstum nutzen kann. Neben Cellulose können die meisten Stämme noch Glukose und Cellobiose verwenden. Cellobiose ist ein Disaccharid und bildet sich auch natürlicherweise beim Zerfall von Cellulose. Teilweise müssen sich die Kulturen allerdings erst eine Zeitlang anpassen, um schließlich gutes Wachstum mit diesen löslichen Kohlenhydraten zu zeigen. Diese Anpassung beruht wahrscheinlich auf Mutationen.
Agar, Chitin, Pektine oder Stärke werden nicht genutzt. Die optimale Wachstumstemperatur liegt bei 30 °C.  Die Kolonien sind aufgrund des Farbstoffes Flexirubin leuchtend gelb gefärbt. Der Oxidase-Test verläuft positiv, der Katalase-Test negativ oder nur schwach positiv. Der Gram-Test verläuft negativ.

## Systematik
Cytophaga hutchinsonii ist die Typusart der Gattung Cytophaga und wurde im Jahr 1929 von dem Mikrobiologen Sergei Nikolajewitsch Winogradski erstbeschrieben. Sie zählt zu der Familie der Cytophagaceae, die wiederum zu der Ordnung Cytophagales gestellt wird.

## Ökologie
Da Cytophaga hutchinsonii in der Lage ist Cellulose von Pflanzenresten abzubauen ist es ein wichtiges Bodenbakterium. Andere für den Stoffabbau im Boden wichtige Bakterien sind z. B. Cytophaga aurantiaca und Arten von Sporocytophaga, Flexibacter und Flexithrix.

## Etymologie
Der Gattungsname Cytophaga ist abgeleitet von dem griechischen Wort kýtos (Zelle) und dem griechischen Verb phageîn (essen) und bezieht sich auf die Fähigkeit, die Zellwände von Pflanzen zu zersetzen. Der Artname C. hutchinsonii wurde zu Ehren des englischen Bakteriologen H. B. Hutchinson gewählt.